# Monarca del paradís de les Seychelles
El monarca del paradís de les Seychelles (Terpsiphone corvina) és una espècie d'ocell de la família dels monàrquids (Monarchidae) que habitava els boscos de les illes Seychelles. Actualment reclòs a l'illa de Digme.